# Хормейстер року (Швеція)
Премія «Хормейстер року» (швед. Årets Körledare) вручається щороку найкращому хормейстру серед шведських професійних хорових колективів. Першим лауреатом премії у 1986 році став відомий шведський диригент Ерік Еріксон. Станом на 2012 рік розмір основної премії становив 50 тисяч шведських крон.

## Лауреати премії
- 1986 Ерік Еріксон (спеціальний приз)
- 1986 Бу Юганссон
- 1987 Йоста Олін
- 1988 Гуннар Ерікссон
- 1989 Андерс Ліндстрем
- 1990 Крістіан Юнггрен
- 1991 Єва Свангольм Булін
- 1992 Ларс Смедлунд та вокальний ансамбль «Аманда»
- 1993 Роберт Сунд
- 1994 Андерс Ервалль
- 1995 Дан Улоф Стенлунд
- 1996 Густаф Шеквіст
- 1997 Юган Магнус Шеберг
- 1998 Агнета Шельд
- 1999 Ерік Вестберг
- 2000 Фред Шеберг
- 2001 Сольвейг Огрен
- 2002 Стефан Паркман
- 2003 Ганс Лундгрен
- 2004 Челла Неслунд
- 2005 Гарі Граден
- 2006 Карін Еклунд та Челль Ленно (ювілейний приз)
- 2007 Інгемар Монссон
- 2008 Лоне Ларсен
- 2009 Сесилія Ридінгер Алін
- 2010 Андерс Ебю
- 2011 Уве Готтінг
- 2012 Стіг Сандлунд[1]